# Flagi gmin w województwie wielkopolskim
Flagi gmin w województwie wielkopolskim – lista symboli gminnych w postaci flagi, obowiązujących w województwie wielkopolskim.

Flaga województwa wielkopolskiego

Zgodnie z definicją, flaga to płat tkaniny określonego kształtu, barwy i znaczenia, przymocowywany do drzewca lub masztu. Może on również zawierać herb lub godło danej jednostki administracyjnej. W Polsce jednostki terytorialne (rady gmin, miast i powiatów) mogą ustanawiać flagi zgodnie z „Ustawą z dnia 21 grudnia 1978 o odznakach i mundurach”.  W pierwotnej wersji pozwalała ona jednostkom terytorialnym jedynie na ustanawianie herbów. Mimo to wiele miast i gmin podejmowało uchwały i używało flagi jako swojego symbolu (w województwie wielkopolskim było to kilkanaście gmin). Dopiero „Ustawa z dnia 29 grudnia 1998 o zmianie niektórych ustaw w związku z wdrożeniem reformy ustrojowej państwa” oficjalnie potwierdziła prawo województw, powiatów i gmin do ustanawiania tego symbolu jednostki terytorialnej.
W 2025 w województwie wielkopolskim swoją flagę miało 150 z 226 gmin. Symbol ten, od 2000, ma ustanowione samo województwo.

## Lista obowiązujących flag gminnych

### Powiat chodzieski
| Gmina                   | Wzór | Opis |
| ----------------------- | ---- | --- |
| Miasto i gmina Budzyń   |      | Obecna wersja flagi gminy, autorstwa Aleksandra Bąka, została ustanowiona uchwałą nr XXI/221/2021 z 10 lutego 2021. Jest to prostokątny płat tkaniny o proporcjach 5:8, podzielony na trzy pionowe pasy: dwa białe i czerwony w stosunku 1:2:1. W jego centralnej części umieszczono godło z herbu gminy. |
| Miasto Chodzież         |      | Flaga miasta to prostokątny płat tkaniny o proporcjach 5:8, podzielony na trzy pionowe pasy: dwa czerwone i biały w stosunku 2:1:2. W jego centralnej części umieszczono herb miasta, a nad nim napis „CHODZIEŻ 1434”.                                                                                    |
| Miasto i gmina Margonin |      | Flaga gminy to prostokątny płat tkaniny o proporcjach 5:8, podzielony na trzy równe poziome pasy: złoty, brunatny i błękitny, z białym trójkątem z lewej strony płata. Na trójkącie może znajdować się herb gminy.                                                                                        |
| Miasto i gmina Szamocin |      | Flaga gminy, autorstwa Gerarda Kucharskiego, została ustanowiona uchwałą nr XVI/162/16 z 17 listopada 2016. Jest to prostokątny płat tkaniny o proporcjach 5:8, podzielony na trzy poziome pasy: srebrny, czerwony i złoty w stosunku 1:6:1. W jego centralnej części umieszczono herb gminy.             |

### Powiat czarnkowsko-trzcianecki
| Gmina                    | Wzór | Opis |
| ------------------------ | ---- | --- |
| Miasto Czarnków          |      | Flaga miasta to prostokątny płat tkaniny, podzielony w czerwono-czarną szachownicę. W jego centralnej części może znajdować się herb miasta. |
| Gmina Czarnków           |      | Flaga gminy została ustanowiona uchwałą nr XXXIV/310/98 z 10 czerwca 1998. Jest to prostokątny płat tkaniny o proporcjach 5:8, podzielony na trzy trójkąty: dwa żółte i czerwony. W jego centralnej części umieszczono godło z herbu Nałęcz.                                                                |
| Gmina Drawsko            |      | Flaga gminy została ustanowiona uchwałą nr L/303/2010 z 20 października 2010. Jest to prostokątny płat tkaniny o proporcjach 5:8 koloru zielonego, z którego lewej strony płata umieszczono godło z herbu gminy.                                                                                            |
| Gmina Lubasz             |      | Obecna wersja flagi gminy została ustanowiona uchwałą nr XII/105/2025 z 9 maja 2025. Jest to prostokątny płat tkaniny o proporcjach 5:8, podzielony na trzy poziome pasy: dwa niebieskie i biały w stosunku 1:3:1. Z lewej strony płata umieszczono herb gminy.                                             |
| Gmina Połajewo           |      | Flaga gminy została ustanowiona uchwałą nr XXIII/141/2005 z 29 września 2005. Jest to prostokątny płat tkaniny o proporcjach 5:8, podzielony na trzy pionowe pasy: dwa czerwone i żółty w stosunku 1:3:1. W jego centralnej części umieszczono herb gminy.                                                  |
| Miasto i gmina Trzcianka |      | Flaga gminy, autorstwa Ewy Żylińskiej – Baran, Marii Król oraz Bogdana Szelmetki, została ustanowiona w 1994. Jest to prostokątny płat tkaniny o proporcjach 5:8, podzielony na dwa równe poziome pasy: żółty i zielony, z czerwonym trójkątem z lewej strony płata. Na trójkącie umieszczono złotą koronę. |
| Miasto i gmina Wieleń    |      | Flaga gminy została ustanowiona 28 lutego 1997. Jest to prostokątny płat tkaniny o proporcjach 5:8, podzielony na trzy równe poziome pasy: biały, czerwony i zielony. |

### Powiat gnieźnieński
| Gmina                     | Wzór | Opis |
| ------------------------- | ---- | --- |
| Miasto Gniezno            |      | Flaga miasta to prostokątny płat tkaniny o proporcjach 5:8 koloru białego, w którego centralnej części umieszczono herb miasta. |
| Gmina Gniezno             |      | Flaga gminy została ustanowiona uchwałą nr LII/354/2014 z 19 lutego 2014. Jest to prostokątny płat tkaniny o proporcjach 5:8, podzielony na pięć pionowych pasów: czerwony, żółty, czerwony, biały i czerwony w stosunku 1:1:2:1:1. W jego centralnej części umieszczono godło z herbu gminy.                                                                                    |
| Miasto i gmina Kłecko     |      | Pierwsza wersja flagi gminy została ustanowiona uchwałą nr VI/43/03 z 22 kwietnia 2003, obecna, autorstwa Aleksandra Bąka, została ustanowiona uchwałą nr nr LXXXII/582/24 z 1 marca 2024. Jest to prostokątny płat tkaniny o proporcjach 5:8, podzielony na trzy pionowe pasy: dwa białe i czerwony w stosunku 1:2:1. W jego centralnej części umieszczono godło z herbu gminy. |
| Miasto i gmina Trzemeszno |      | Flaga gminy została ustanowiona uchwałą nr XLVIII/374/2013 z 26 czerwca 2013. Jest to prostokątny płat tkaniny o proporcjach 5:8, podzielony na trzy pionowe pasy: dwa żółte i błękitny w stosunku 1:2:1. W jego centralnej części umieszczono godło z herbu gminy. |
| Miasto i gmina Witkowo    |      | Flaga gminy to prostokątny płat tkaniny o proporcjach 5:8 koloru błękitnego, w którego centralnej części umieszczono godło z herbu gminy, a nad nim czarny napis „WITKOWO”. |

### Powiat gostyński
| Gmina                             | Wzór | Opis |
| --------------------------------- | ---- | --- |
| Miasto i gmina Borek Wielkopolski |      | Flaga gminy została ustanowiona uchwałą nr X/59/2007 z 9 lipca 2007. Jest to prostokątny płat tkaniny o proporcjach 5:8, podzielony na trzy pionowe pasy: czerwony, biały i żółty w stosunku 1:2:1. W jego centralnej części umieszczono herb gminy. |
| Gmina Pępowo                      |      | Flaga gminy została ustanowiona 2 października 1997. Jest to prostokątny płat tkaniny o proporcjach 5:8, podzielony na trzy równe poziome pasy: dwa czerwone i żółty.                                                                                |

### Powiat grodziski
| Gmina                                | Wzór | Opis |
| ------------------------------------ | ---- | --- |
| Miasto i gmina Grodzisk Wielkopolski |      | Pierwsza wersja flagi gminy została ustanowiona uchwałą nr X/64/2003 z 28 czerwca 2003, obecna została ustanowiona uchwałą nr XXXV/297/2021 z 28 października 2021. Jest to prostokątny płat tkaniny o proporcjach 5:8, podzielony na trzy równe pionowe pasy: dwa błękitne i biały. W jego centralnej części umieszczono herb gminy. |
| Gmina Kamieniec                      |      | Flaga gminy, autorstwa Pawła Stróżyka, została ustanowiona uchwałą nr XXIII/159/2009 z 17 czerwca 2009. Jest to prostokątny płat tkaniny o proporcjach 5:8 koloru czerwonego, w którego centralnej części umieszczono godło z herbu gminy.                                                                                            |
| Miasto i gmina Rakoniewice           |      | Flaga gminy została ustanowiona uchwałą nr XXXIV/250/2018 z 6 lutego 2018. Jest to prostokątny płat tkaniny o proporcjach 5:8 koloru błękitnego, w którego centralnej części umieszczono godło z herbu gminy. |

### Powiat jarociński
| Gmina                    | Wzór | Opis |
| ------------------------ | ---- | --- |
| Miasto i gmina Jaraczewo |      | Flaga gminy to prostokątny płat tkaniny o proporcjach 5:8 koloru białego, w którego centralnej części umieszczono herb gminy.                                                                              |
| Miasto i gmina Jarocin   |      | Flaga gminy to prostokątny płat tkaniny o proporcjach 5:8 koloru żółtego, w którego centralnej części umieszczono godło z herb gminy.                                                                      |
| Miasto i gmina Żerków    |      | Flaga gminy została ustanowiona uchwałą nr VI/40/19 z 29 kwietnia 2019. Jest to prostokątny płat tkaniny o proporcjach 5:8 koloru czerwonego, w którego centralnej części umieszczono godło z herbu gminy. |

### Miasto Kalisz
| Wzór | Opis |
| ---- | --- |
|      | Pierwsza wersja flagi miasta została ustanowiona w 1996, obecna została ustanowiona uchwałą nr XLVIII/630/2018 z 25 stycznia 2018. Jest to prostokątny płat tkaniny, podzielony na dwie części: lewą błękitną, z herbem miasta i prawą, z biało-czerwoną szachownicą o 20 polach. |

### Powiat kaliski
| Gmina                    | Wzór | Opis |
| ------------------------ | ---- | --- |
| Gmina Blizanów           |      | Flaga gminy została ustanowiona w 1999. Jest to prostokątny płat tkaniny o proporcjach 5:8, podzielony na dwa równe poziome pasy: niebieski i żółty, z zielonym trójkątem z lewej strony płata. W lewej części płata umieszczono herb gminy.    |
| Gmina Ceków-Kolonia      |      | Flaga gminy została ustanowiona uchwałą nr XV/93/04 z 22 kwietnia 2004. Jest to prostokątny płat tkaniny o proporcjach 5:8, podzielony na trzy równe pionowe pasy: dwa zielone i żółty. W jego centralnej części umieszczono herb gminy.        |
| Miasto i gmina Koźminek  |      | Flaga gminy została ustanowiona uchwałą nr LII/327/2022 z 9 czerwca 2022. Jest to prostokątny płat tkaniny o proporcjach 5:8 koloru błękitnego, w którego centralnej części umieszczono godło z herbu gminy.                                    |
| Gmina Lisków             |      | Flaga gminy, autorstwa Krzysztofa Ostojskiego, została ustanowiona uchwałą nr XXIV/140/2002 z 26 kwietnia 2002. Jest to prostokątny płat tkaniny o proporcjach 2:3 koloru żółtego, w którego centralnej części umieszczono godło z herbu gminy. |
| Gmina Mycielin           |      | Flaga gminy została ustanowiona uchwałą nr XII(44) 2003 z 23 września 2003. Jest to prostokątny płat tkaniny, podzielony na trzy równe poziome pasy: dwa zielone i żółty.                                                                       |
| Miasto i gmina Stawiszyn |      | Flaga gminy została ustanowiona 5 lutego 1991. Jest to prostokątny płat tkaniny o proporcjach 5:8, podzielony na trzy równe poziome pasy: zielony, czerwony i niebieski.                                                                        |

### Powiat kępiński
| Gmina                  | Wzór | Opis |
| ---------------------- | ---- | --- |
| Gmina Baranów          |      | Pierwsza wersja flagi gminy, autorstwa Zygmunta Piaseckiego, została ustanowiona uchwałą nr 92/92 z 14 lipca 1992, obecna została ustanowiona uchwałą nr VIII/55/2019 z 21 maja 2019. Jest to prostokątny płat tkaniny o proporcjach 5:8 koloru błękitnego, z którego lewej strony płata umieszczono godło z herbu gminy.       |
| Gmina Bralin           |      | Flaga gminy została ustanowiona 22 sierpnia 1990. Jest to prostokątny płat tkaniny o proporcjach 5:8, podzielony na pięć poziomych pasów: błękitny, biały, czerwony, biały i zielony w stosunku 2:1:2:1:2, z żółtym trójkątem z lewej strony płata.                                                                             |
| Miasto i gmina Kępno   |      | Flaga gminy, autorstwa Zygmunta Piaseckiego, została ustanowiona 12 lutego 1990. Jest to prostokątny płat tkaniny o proporcjach 5:8, podzielony na trzy równe poziome pasy: biały, niebieski i zielony. |
| Gmina Łęka Opatowska   |      | Flaga gminy została ustanowiona uchwałą nr 29/95 z 27 września 1995. Jest to prostokątny płat tkaniny o proporcjach 5:8, podzielony na pięć poziomych pasów: czerwony, biały, zielony, biały i niebieski w stosunku 2:1:2:1:2, z żółtym trójkątem z lewej strony płata.                                                         |
| Gmina Perzów           |      | Flaga gminy, autorstwa Zygmunta Piaseckiego, została ustanowiona uchwałą nr XII/68/91 z 23 lipca 1991. Jest to prostokątny płat tkaniny o proporcjach 5:8, podzielony na cztery równe poziome pasy: zielony, czarny, biały i żółty, z czerwonym trójkątem z lewej strony płata.                                                 |
| Miasto i gmina Rychtal |      | Pierwsza wersja flagi gminy, autorstwa Zygmunta Piaseckiego, została ustanowiona 2 lipca 1996, obecna została ustanowiona uchwałą nr VIII/55/2019 z 21 maja 2019. Jest to prostokątny płat tkaniny o proporcjach 5:8, podzielony na dwa równe poziome pasy: biały i błękitny. W lewym górnym rogu płata umieszczono herb gminy. |
| Gmina Trzcinica        |      | Flaga gminy to prostokątny płat tkaniny o proporcjach 5:8, podzielony z prawa w skos żółtym pasem na dwie równe części: lewą srebrną i prawą czerwoną. |

### Powiat kolski
| Gmina            | Wzór | Opis |
| ---------------- | ---- | --- |
| Gmina Chodów     |      | Flaga gminy została ustanowiona uchwałą nr XXXI/177/09 z 28 maja 2009. Jest to prostokątny płat tkaniny o proporcjach 5:8 koloru zielonego, w którego centralnej części umieszczono godło z herbu gminy.                                                                                     |
| Gmina Grzegorzew |      | Flaga gminy, autorstwa Piotra Gołdyna, została ustanowiona uchwałą nr XL/224/2014 z 28 czerwca 2014. Jest to prostokątny płat tkaniny o proporcjach 5:8, podzielony na pięć poziomych pasów: trzy zielone i dwa białe w stosunku 1:1:6:1:1. W jego centralnej części umieszczono herb gminy. |
| Miasto Koło      |      | Flaga gminy to prostokątny płat tkaniny koloru błękitnego, w którego centralnej części umieszczono herb gminy. |
| Gmina Koło       |      | Flaga gminy została ustanowiona uchwałą nr XII/56/2003 z 10 października 2003. Jest to prostokątny płat tkaniny o proporcjach 5:8 koloru czerwonego, w którego centralnej części umieszczono godło z herbu gminy, a pod nim białą linię falistą.                                             |
| Gmina Kościelec  |      | Flaga gminy została ustanowiona uchwałą nr XIX/131/04 z 30 czerwca 2004. Jest to prostokątny płat tkaniny o proporcjach 5:8, podzielony na dwa poziome pasy: żółty i zielony w stosunku 3:1. W centralnej części górnego pasa umieszczono herb gminy.                                        |
| Gmina Osiek Mały |      | Flaga gminy została ustanowiona uchwałą nr 18/15 z 28 stycznia 2015. Jest to prostokątny płat tkaniny o proporcjach 5:8 koloru czerwonego z żółtą obwódką, w którego centralnej części umieszczono godło z herbu gminy.                                                                      |

### Miasto Konin
| Wzór | Opis |
| ---- | --- |
|      | Flaga miasta to prostokątny płat tkaniny koloru białego, w którego centralnej części umieszczono herb miasta. |

### Powiat koniński
| Gmina                   | Wzór | Opis |
| ----------------------- | ---- | --- |
| Miasto i gmina Golina   |      | Flaga gminy to prostokątny płat tkaniny o proporcjach 5:8, podzielony na dwa równe pionowe pasy: błękitny i czerwony. W jego centralnej części umieszczono herb gminy, a nad nim czarny napis „GOLINA”.                                                                                     |
| Gmina Kazimierz Biskupi |      | Flaga gminy została ustanowiona uchwałą nr XII/72/11 z 21 lipca 2011. Jest to prostokątny płat tkaniny o proporcjach 5:8, podzielony na pięć pionowych pasów: trzy błękitne i dwa białe w stosunku 1:1:4:1:1. W jego centralnej części umieszczono godło z herbu gminy.                     |
| Miasto i gmina Kleczew  |      | Flaga gminy została ustanowiona uchwałą nr VII/70/07 z 20 kwietnia 2007. Jest to prostokątny płat tkaniny o proporcjach 5:8, podzielony na pięć poziomych pasów: czerwony, żółty, biały, żółty i czerwony w stosunku 4:1:10:1:4. Z lewej strony płata umieszczono herb gminy.               |
| Gmina Kramsk            |      | Flaga gminy to prostokątny płat tkaniny koloru białego, w którego centralnej części umieszczono herb gminy. |
| Gmina Krzymów           |      | Flaga gminy, autorstwa Marka Adamczewskiego, została ustanowiona uchwałą nr XXXI/171/09 z 20 października 2009. Jest to prostokątny płat tkaniny o proporcjach 5:8, podzielony na trzy pionowe pasy: dwa zielone i biały w stosunku 1:2:1. W jego centralnej części umieszczono herb gminy. |
| Miasto i gmina Rychwał  |      | Flaga gminy została ustanowiona uchwałą nr V/31/24 z 20 sierpnia 2024. Jest to prostokątny płat tkaniny o proporcjach 5:8 koloru białego, w którego centralnej części umieszczono herb gminy.                                                                                               |
| Gmina Rzgów             |      | Flaga gminy, autorstwa Piotra Gołdyna, to prostokątny płat tkaniny o proporcjach 5:8, podzielony na trzy poziome pasy: czerwony, biały i zielony w stosunku 1:8:1. W jego centralnej części umieszczono godło z herbu gminy.                                                                |
| Gmina Stare Miasto      |      | Flaga gminy to prostokątny płat tkaniny o proporcjach 5:8, podzielony na trzy pionowe pasy: dwa czerwone i żółty w stosunku 1:3:1. W jego centralnej części umieszczono herb gminy. |
| Gmina Wierzbinek        |      | Flaga gminy została ustanowiona uchwałą nr XXV/170/2001 z 31 lipca 2001. Jest to prostokątny płat tkaniny o proporcjach 5:8, podzielony na trzy pionowe pasy: dwa zielone i biały w stosunku 1:3:1. W jego centralnej części umieszczono godło z herbu gminy.                               |
| Gmina Wilczyn           |      | Flaga gminy, autorstwa Piotra Gołdyna, została ustanowiona uchwałą nr XVII/136/08 z 30 kwietnia 2008. Jest to prostokątny płat tkaniny o proporcjach 5:8 koloru błękitnego, w którego centralnej części umieszczono godło z herbu gminy.                                                    |

### Powiat kościański
| Gmina                  | Wzór | Opis |
| ---------------------- | ---- | --- |
| Miasto i gmina Czempiń |      | Flaga gminy została ustanowiona uchwałą nr XIII/82/19 z 28 sierpnia 2019. Jest to prostokątny płat tkaniny o proporcjach 5:8 koloru żółtego, w którego centralnej części umieszczono godło z herbu gminy. |
| Miasto Kościan         |      | Flaga miasta została ustanowiona w kwietniu 1998. Jest to prostokątny płat tkaniny o proporcjach 5:8, podzielony na dwa poziome pasy: biały i niebieski (symbol Kanału Obrzańskiego) w stosunku 3:1. W lewym górnym rogu płata umieszczono godło z herbu miasta. |
| Gmina Kościan          |      | Flaga gminy została ustanowiona uchwałą nr XXI/165/04 z 1 grudnia 2004. Jest to prostokątny płat tkaniny o proporcjach 2:3, podzielony z prawa w skos szarozielonym pasem na dwie równe części: lewą żółtą i prawą zieloną. Na płacie umieszczono symbole z herbu gminy: w lewym górnym rogu trzy kłosy pszenżyta, w prawym dolnym podkowę, natomiast w centralnej części błękitną linię falistą w słup. |
| Miasto i gmina Krzywiń |      | Obecna wersja flagi gminy została ustanowiona uchwałą nr XLI/311/2022 z 19 września 2022. Jest to prostokątny płat tkaniny o proporcjach 5:8 koloru czerwonego, w którego centralnej części umieszczono godło z herbu gminy. |
| Miasto i gmina Śmigiel |      | Flaga gminy to prostokątny płat tkaniny, podzielony na dwa równe pionowe pasy: czerwony i biały. W jego centralnej części umieszczono herb gminy. |

### Powiat krotoszyński
| Gmina                              | Wzór | Opis |
| ---------------------------------- | ---- | --- |
| Miasto i gmina Koźmin Wielkopolski |      | Flaga gminy została ustanowiona 30 grudnia 1991. Jest to prostokątny płat tkaniny o proporcjach 5:8 koloru zielonego, w którego centralnej części umieszczono herb gminy. |
| Miasto i gmina Krotoszyn           |      | Flaga gminy to prostokątny płat tkaniny o proporcjach 5:8 koloru błękitnego, w którego lewym górnym rogu umieszczono herb gminy. |
| Gmina Rozdrażew                    |      | Flaga gminy została ustanowiona uchwałą nr XXXII/188/2017 z 29 września 2017. Jest to prostokątny płat tkaniny o proporcjach 5:8 koloru błękitnego, przecięty z prawa w skos białym pasem z trzema czerwonymi różami (symbol z herbu gminy).                                      |
| Miasto Sulmierzyce                 |      | Flaga miasta to prostokątny płat tkaniny o proporcjach 5:8, podzielony na dwa równe poziome pasy: biały i błękitny. W centralnej części górnego pasa umieszczono herb miasta. |
| Miasto i gmina Zduny               |      | Obecna wersja flagi gminy, autorstwa Kamila Wójcikowskiego i Roberta Fidury, została ustanowiona uchwałą nr XIV.121.2025 z 30 kwietnia 2025. Jest to prostokątny płat tkaniny o proporcjach 5:8 koloru błękitnego, w którego lewej stronie płata umieszczono godło z herbu gminy. |

### Miasto Leszno
| Wzór | Opis |
| ---- | --- |
|      | Flaga miasta została ustanowiona 25 maja 1993. Jest to prostokątny płat tkaniny o proporcjach 5:8, podzielona na dwa równe poziome pasy: złoty i czerwony. W jego centralnej części może znajdować się herb miasta. |

### Powiat leszczyński
| Gmina                  | Wzór | Opis |
| ---------------------- | ---- | --- |
| Gmina Krzemieniewo     |      | Flaga gminy została ustanowiona uchwałą nr XXIII/97/97 z 25 czerwca 1997. Jest to prostokątny płat tkaniny o proporcjach 5:8, podzielony na trzy równe poziome pasy: dwa złote i czerwony.           |
| Miasto i gmina Rydzyna |      | Flaga gminy to prostokątny płat tkaniny o proporcjach 5:8, podzielony w krzyż na cztery czerwone i niebieskie części (kanton jest czerwony). W jego centralnej części może znajdować się herb gminy. |
| Gmina Wijewo           |      | Flaga gminy to prostokątny płat tkaniny o proporcjach 5:8, podzielony na dwa równe pionowe pasy: niebieski i żółty.                                                                                  |

### Powiat międzychodzki
| Gmina                     | Wzór | Opis |
| ------------------------- | ---- | --- |
| Gmina Chrzypsko Wielkie   |      | Flaga gminy została ustanowiona uchwałą nr XXX/163/2017 z 2 marca 2017. Jest to prostokątny płat tkaniny o proporcjach 5:8, podzielony na pięć pionowych pasów: trzy błękitne i dwa żółte w stosunku 2:1:8:1:2. W jego centralnej części umieszczono godło z herbu gminy. |
| Gmina Kwilcz              |      | Flaga gminy została ustanowiona uchwałą nr XXI/158/2005 z 31 stycznia 2005. Jest to prostokątny płat tkaniny o proporcjach 5:8, podzielony na trzy poziome pasy: biały, czerwony i żółty w stosunku 2:1:1. W lewym górnym rogu płata umieszczono herb gminy.              |
| Miasto i gmina Międzychód |      | Obecna wersja flagi gminy to prostokątny płat tkaniny o proporcjach 5:8 koloru białego, w którego centralnej części umieszczono herb gminy. |
| Miasto i gmina Sieraków   |      | Flaga gminy to prostokątny płat tkaniny o proporcjach 5:8, podzielony na trzy równe poziome pasy: czerwony, biały i żółty. W lewym górnym rogu płata umieszczono herb gminy.                                                                                              |

### Powiat nowotomyski
| Gmina                      | Wzór | Opis |
| -------------------------- | ---- | --- |
| Gmina Kuślin               |      | Flaga gminy, autorstwa Gerarda Kucharskiego, została ustanowiona uchwałą nr XXX/163/2017 z 2 marca 2017. Jest to prostokątny płat tkaniny o proporcjach 5:8, podzielony na pięć pionowych pasów: trzy czerwone i dwa żółte w stosunku 1:1:12:1:1. W jego centralnej części umieszczono godło z herbu gminy. |
| Miasto i gmina Lwówek      |      | Flaga gminy została ustanowiona uchwałą nr XVIII/112/2020 z 26 marca 2020. Jest to prostokątny płat tkaniny o proporcjach 5:8, podzielony na trzy poziome pasy: dwa żółte i błękitny w stosunku 3:10:3. Z lewej strony płata umieszczono godło z herbu gminy.                                               |
| Miasto i gmina Nowy Tomyśl |      | Flaga gminy została ustanowiona uchwałą nr XXVIII/280/2013 z 22 lutego 2013. Jest to prostokątny płat tkaniny o proporcjach 5:8 koloru czerwonego, w którego centralnej części umieszczono godło z herbu gminy.                                                                                             |
| Miasto i gmina Opalenica   |      | Flaga gminy została ustanowiona uchwałą nr XXI/106/96 z 30 lipca 1996. Jest to prostokątny płat tkaniny o proporcjach 2:3, podzielony na pięć poziomych pasów: biały, czerwony, żółty, zielony i biały w stosunku 3:1:1:1:1. W prawym górnym rogu płata może znajdować się herb gminy.                      |
| Miasto i gmina Zbąszyń     |      | Flaga gminy została ustanowiona 28 października 1999. Jest to prostokątny płat tkaniny o proporcjach 5:8, podzielony w krzyż na cztery części: dwie białe, czerwoną i błękitną (kanton jest czerwony). W lewym górnym rogu płata umieszczono godło z herbu gminy.                                           |

### Powiat obornicki
| Gmina                   | Wzór | Opis |
| ----------------------- | ---- | --- |
| Miasto i gmina Oborniki |      | Flaga gminy to prostokątny płat tkaniny o proporcjach 5:8, podzielony na trzy pionowe pasy: dwa białe i czerwony w stosunku 1:2:1. W jego centralnej części umieszczono herb gminy. |
| Miasto i gmina Rogoźno  |      | Pierwsza wersja flagi gminy została ustanowiona 15 lutego 1996, obecna, autorstwa Kamila Wójcikowskiego i Roberta Fidury, została ustanowiona uchwałą nr XIV/114/2019 z 28 sierpnia 2019. Jest to prostokątny płat tkaniny o proporcjach 5:8 koloru czerwonego, w którego centralnej części umieszczono godło z herbu gminy. |
| Gmina Ryczywół          |      | Flaga gminy została ustanowiona uchwałą nr XXV/199/2013 z 30 kwietnia 2013. Jest to prostokątny płat tkaniny o proporcjach 5:8, podzielony na trzy pionowe pasy: dwa białe i czerwony w stosunku 1:2:1. W jego centralnej części umieszczono godło z herbu gminy.                                                            |

### Powiat ostrowski
| Gmina                            | Wzór | Opis |
| -------------------------------- | ---- | --- |
| Miasto i gmina Nowe Skalmierzyce |      | Flaga gminy to prostokątny płat tkaniny o proporcjach 5:8 koloru niebieskiego, w którego centralnej części umieszczono herb gminy. |
| Miasto i gmina Odolanów          |      | Flaga gminy została ustanowiona uchwałą nr XXVI/15/2001 z 13 czerwca 2001. Jest to prostokątny płat tkaniny o proporcjach 5:8, podzielony na dwa równe poziome pasy: biały i czerwony, z zielonym trójkątem z lewej strony płata. W centralnej części górnego pasa umieszczono herb gminy.                                                                |
| Miasto Ostrów Wielkopolski       |      | Flaga gminy, autorstwa Kazimierza Ratajczaka, została ustanowiona 21 maja 1994. Jest to prostokątny płat tkaniny o proporcjach 5:8, w którego centralnej części umieszczono niebieskie koło (nawiązanie do jabłka królewskiego). Całość przecinają symetryczne, ułożone prostopadle żółte pasy (nawiązanie do wstęgi i krzyża, a pośrednio także kluczy). |
| Gmina Ostrów Wielkopolski        |      | Flaga gminy to prostokątny płat tkaniny o proporcjach 5:8 koloru zielonego, przecięty z prawa w skos czerwonym pasem. |
| Gmina Przygodzice                |      | Flaga gminy to prostokątny płat tkaniny o proporcjach 5:8, podzielony na trzy równe poziome pasy: żółty, biały i błękitny. W jego centralnej części umieszczono herb gminy. |
| Miasto i gmina Raszków           |      | Flaga gminy została ustanowiona uchwałą nr VII/59/2011 z 29 lipca 2011. Jest to prostokątny płat tkaniny o proporcjach 5:8, podzielony na trzy pionowe pasy: dwa błękitne i biały w stosunku 1:2:1. W jego centralnej części umieszczono herb gminy. |

### Powiat ostrzeszowski
| Gmina                            | Wzór | Opis |
| -------------------------------- | ---- | --- |
| Gmina Czajków                    |      | Flaga gminy została ustanowiona uchwałą nr XX/121/09 z 15 czerwca 2009. Jest to prostokątny płat tkaniny o proporcjach 5:8, podzielony na trzy poziome pasy: dwa zielone i biały w stosunku 3:8:3. W jego centralnej części umieszczono herb gminy.     |
| Gmina Doruchów                   |      | Flaga gminy została ustanowiona uchwałą nr XXV/113/2009 z 30 kwietnia 2009. Jest to prostokątny płat tkaniny o proporcjach 5:8, podzielony na trzy poziome pasy: dwa zielone i żółty w stosunku 3:8:3. W jego centralnej części umieszczono herb gminy. |
| Miasto i gmina Grabów nad Prosną |      | Flaga gminy została ustanowiona uchwałą nr XII/81/95 z 27 listopada 1995. Jest to prostokątny płat tkaniny o proporcjach 1:2, podzielony na cztery poziome pasy: biały, zielony, czarny i czerwony w stosunku 2:1:1:2.                                  |
| Gmina Kobyla Góra                |      | Flaga gminy to prostokątny płat tkaniny o proporcjach 5:8, podzielony na pięć równych poziomych pasów: brązowy, biały, błękitny, biały i czerwony. |
| Miasto i gmina Mikstat           |      | Flaga gminy to prostokątny płat tkaniny o proporcjach 5:8, podzielony z lewa w skos żółtym pasem na dwie równe części: lewą czerwoną i prawą białą. W prawym górnym rogu płata umieszczono herb gminy.                                                  |
| Miasto i gmina Ostrzeszów        |      | Flaga gminy została ustanowiona 27 września 1990. Jest to prostokątny płat tkaniny o proporcjach 5:8, podzielony na trzy równe poziome pasy: biały, czerwony i żółty.                                                                                   |

### Powiat pilski
| Gmina                    | Wzór | Opis |
| ------------------------ | ---- | --- |
| Miasto i gmina Kaczory   |      | Flaga gminy, autorstwa Alfreda Znamierowskiego, została ustanowiona uchwałą nr 22/1998 z 13 czerwca 1998. Jest to prostokątny płat tkaniny o proporcjach 5:8 koloru błękitnego, w którego lewym górnym rogu umieszczono złotego kaczora (symbol z herbu gminy), a pod nim poziomy biały pas falisty.                   |
| Miasto i gmina Łobżenica |      | Flaga gminy została ustanowiona uchwałą nr XXXIII/225/13 z 5 września 2013. Jest to prostokątny płat tkaniny o proporcjach 5:8, podzielony na dwa poziome pasy: biały i zielony w stosunku 2:1. W centralnej części górnego pasa umieszczono godło z herbu gminy.                                                      |
| Miasto Piła              |      | Flaga gminy została ustanowiona 29 listopada 1990. Jest to prostokątny płat tkaniny o proporcjach 5:8, podzielony na cztery równe poziome pasy: biały, czerwony, zielony i biały. |
| Gmina Szydłowo           |      | Flaga gminy została ustanowiona uchwałą nr XXX/259/13 z 30 grudnia 2013. Jest to prostokątny płat tkaniny o proporcjach 5:8 koloru błękitnego, w którego centralnej części umieszczono godło z herbu gminy. |
| Miasto i gmina Ujście    |      | Flaga gminy to prostokątny płat tkaniny o proporcjach 5:8, podzielony na trzy równe pionowe pasy: błękitny, biały i zielony. Na białym pasie umieszczono herb gminy i datę nadania praw miejskich Ujściu (1413), natomiast na zielonym pasie znajduje się złota korona (symbol własności królewskiej).                 |
| Miasto i gmina Wyrzysk   |      | Obecna wersja flagi gminy, autorstwa Alfreda Znamierowskiego, została ustanowiona uchwałą nr L/420/2018 z 24 sierpnia 2018. Jest to prostokątny płat tkaniny o proporcjach 5:8, podzielony na trzy poziome pasy: czerwony, biały i zielony w stosunku 1:2:1. W jego centralnej części umieszczono godło z herbu gminy. |

### Powiat pleszewski
| Gmina                   | Wzór | Opis |
| ----------------------- | ---- | --- |
| Miasto i gmina Chocz    |      | Flaga gminy została ustanowiona uchwałą nr XXXIII/206/2014 z 19 marca 2014. Jest to prostokątny płat tkaniny o proporcjach 5:8, podzielony na dwie równe części: lewą błękitną, z godłem z herbu gminy oraz prawą, podzieloną na trzy równe poziome pasy: dwa białe i błękitny. |
| Miasto i gmina Dobrzyca |      | Obecna wersja flagi gminy została ustanowiona uchwałą nr XI/62/03 z 30 grudnia 2003. Jest to prostokątny płat tkaniny o proporcjach 5:8 koloru czerwonego, z którego lewej strony płata umieszczono godło z herbu gminy.                                                        |
| Gmina Gizałki           |      | Flaga gminy została ustanowiona uchwałą nr IX/23/95 z 16 września 1995. Jest to prostokątny płat tkaniny, podzielony na trzy równe poziome pasy: żółty, zielony i czerwony. |
| Miasto i gmina Pleszew  |      | Flaga gminy została ustanowiona 26 sierpnia 1996. Jest to prostokątny płat tkaniny o proporcjach 5:8, podzielony na trzy poziome pasy: biały, błękitny i żółty w stosunku 1:2:1. Z lewej strony płata umieszczono godło z herbu gminy.                                          |

### Miasto Poznań
| Wzór | Opis |
| ---- | --- |
|      | Obecna wersja flagi miasta została ustanowiona uchwałą nr LXXX/1202/V/2010 z 9 listopada 2010. Jest to prostokątny płat tkaniny koloru białego, w którego centralnej części umieszczono herb miasta. |

### Powiat poznański
| Gmina                           | Wzór | Opis |
| ------------------------------- | ---- | --- |
| Miasto i gmina Buk              |      | Flaga gminy to prostokątny płat tkaniny o proporcjach 5:8, podzielony z prawa w skos białym pasem na dwie równe części: lewą zieloną i prawą błękitną. |
| Gmina Kleszczewo                |      | Flaga gminy została ustanowiona uchwałą nr XII/84/2011 z 26 października 2011. Jest to prostokątny płat tkaniny o proporcjach 5:8, podzielony na dwie równe części: lewą białą, z herbem gminy oraz prawą czerwoną.                                                               |
| Gmina Komorniki                 |      | Flaga gminy, autorstwa Jerzego Bąka, została ustanowiona uchwałą nr XXIII/208/2012 z 2 czerwca 2012. Jest to prostokątny płat tkaniny o proporcjach 5:8, podzielony na cztery poziome pasy: zielony, biały, czerwony i żółty w stosunku 6:1:1:6.                                  |
| Miasto i gmina Kostrzyn         |      | Flaga gminy to prostokątny płat tkaniny o proporcjach 5:8 koloru błękitnego, z którego lewej strony płata umieszczono godło z herbu gminy. |
| Miasto Luboń                    |      | Flaga gminy to prostokątny płat tkaniny o proporcjach 5:8, podzielony z lewa w skos złoto-białym pasem na dwie równe części: lewą czerwoną i prawą zieloną. |
| Miasto i gmina Mosina           |      | Flaga gminy, autorstwa Stanisława Grzesieka, została ustanowiona 25 kwietnia 1996. Jest to prostokątny płat tkaniny o proporcjach 5:8, podzielony na trzy poziome pasy: biały, żółty i czerwony w stosunku 2:1:2.                                                                 |
| Miasto i gmina Murowana Goślina |      | Flaga gminy, autorstwa Jerzego Bąka, to prostokątny płat tkaniny o proporcjach 5:8 koloru błękitnego, przecięty z lewa w skos białym pasem z trzema czerwonymi różami (symbol z herbu gminy oraz herbu Doliwa).                                                                   |
| Miasto i gmina Pobiedziska      |      | Flaga gminy, autorstwa Kamila Wójcikowskiego i Roberta Fidury to prostokątny płat tkaniny o proporcjach 5:8, podzielony na dwa równe pionowe pasy: biały i czerwony. W jego centralnej części umieszczono herb gminy wysokości 8/10 szerokości płata.                             |
| Gmina Rokietnica                |      | Flaga gminy została ustanowiona uchwałą nr XLII/480/2002 z 19 kwietnia 2002. Jest to prostokątny płat tkaniny o proporcjach 5:8, podzielony na dwa równe pionowe pasy: zielony i żółty. W jego centralnej części umieszczono herb gminy.                                          |
| Gmina Suchy Las                 |      | Flaga gminy, autorstwa Jerzego Bąka i Tadeusza Jeziorowskiego, została ustanowiona 20 czerwca 1999. Jest to prostokątny płat tkaniny o proporcjach 5:8 koloru żółtego, z którego lewej strony płata umieszczono czerwony trójkąt z białym krzyżem joannickim.                     |
| Miasto i gmina Swarzędz         |      | Flaga gminy została ustanowiona 16 września 1996. Jest to prostokątny płat tkaniny o proporcjach 5:8, podzielony na trzy kliny: biały, czerwony i żółty. Z lewej strony płata może znajdować się godło z herbu gminy.                                                             |
| Gmina Tarnowo Podgórne          |      | Flaga gminy, autorstwa Jerzego Bąka, została ustanowiona 27 maja 1997. Jest to prostokątny płat tkaniny o proporcjach 5:8, podzielony w krzyż na cztery części: dwie białe, czerwoną i zieloną (kanton jest czerwony). W lewym górnym rogu płata umieszczono godło z herbu gminy. |

### Powiat rawicki
| Gmina                   | Wzór | Opis |
| ----------------------- | ---- | --- |
| Miasto i gmina Bojanowo |      | Flaga gminy to prostokątny płat tkaniny o proporcjach 5:8, podzielony w krzyż na cztery części: dwie żółte (połączone w jedną, z prawej strony), białą i czerwoną (kanton jest biały). W jego centralnej części umieszczono herb gminy. |
| Miasto i gmina Rawicz   |      | Flaga gminy to prostokątny płat tkaniny o proporcjach 5:8, podzielony na dwa równe poziome pasy: żółty i zielony. W jego centralnej części umieszczono herb gminy.                                                                      |

### Powiat słupecki
| Gmina                  | Wzór | Opis |
| ---------------------- | ---- | --- |
| Gmina Lądek            |      | Flaga gminy została ustanowiona uchwałą nr XXX/143/09 z 19 marca 2009. Jest to prostokątny płat tkaniny o proporcjach 5:8, podzielony na trzy poziome pasy: błękitny, biały i zielony w stosunku 1:2:1. Z lewej strony płata umieszczono herb gminy.                                   |
| Gmina Ostrowite        |      | Flaga gminy, autorstwa Piotra Gołdyna, została ustanowiona uchwałą nr X/44/2003 z 25 lipca 2003. Jest to prostokątny płat tkaniny o proporcjach 5:8, podzielony na trzy pionowe pasy: dwa żółte i błękitny w stosunku 1:2:1. W jego centralnej części umieszczono godło z herbu gminy. |
| Miasto Słupca          |      | Flaga miasta to prostokątny płat tkaniny o proporcjach 5:8, podzielony na dwa równe poziomy pasy: złoty i ultramaryna. W jego centralnej części umieszczono herb miasta. |
| Gmina Słupca           |      | Flaga gminy została ustanowiona uchwałą nr III/19/02 z 30 grudnia 2002. Jest to prostokątny płat tkaniny o proporcjach 5:8, podzielony z prawa w skos na dwie równe części: lewą białą, z herbem gminy i prawą zieloną.                                                                |
| Miasto i gmina Zagórów |      | Flaga gminy została ustanowiona uchwałą nr XVI/85/2004 z 19 listopada 2004. Jest to prostokątny płat tkaniny o proporcjach 5:8, podzielony na cztery poziome pasy: czerwony, żółty, zielony i biały w stosunku 10:1:1:4. W lewym górnym rogu płata umieszczono godło z herbu gminy.    |

### Powiat szamotulski
| Gmina                    | Wzór | Opis |
| ------------------------ | ---- | --- |
| Gmina Duszniki           |      | Flaga gminy to prostokątny płat tkaniny o proporcjach 5:8 koloru żółtego, w którego centralnej części umieszczono godło z herbu gminy oraz przedłużoną czarną pięciolinię, w lewym dolnym rogu płata zielony trójkąt, a w prawym górnym błękitny trójkąt. |
| Miasto i gmina Ostroróg  |      | Flaga gminy to prostokątny płat tkaniny, podzielony na trzy równe pionowe części: dwie zewnętrzne, z biało-czerwoną szachownicą i środkową zieloną, z herbem gminy.                                                                                       |
| Miasto i gmina Pniewy    |      | Flaga gminy to prostokątny płat tkaniny o proporcjach 1:2 koloru białego, w którego centralnej części umieszczono herb gminy. |
| Miasto i gmina Szamotuły |      | Flaga gminy została ustanowiona uchwałą nr XVIII/102/04 z 25 lutego 2004. Jest to prostokątny płat tkaniny o proporcjach 5:8, podzielony na trzy poziome pasy: dwa błękitne i żółty w stosunku 4:7:4. Z lewej strony płata umieszczono herb gminy.        |
| Miasto i gmina Wronki    |      | Flaga gminy to prostokątny płat tkaniny o proporcjach 1:2, podzielony na pięć poziomych pasów: zielony, czarny, biały, czarny i zielony (wymiary pasów (w cm): 18,33; 2,5; 18,34; 2,5; 18,33).                                                            |

### Powiat średzki
| Gmina                             | Wzór | Opis |
| --------------------------------- | ---- | --- |
| Gmina Dominowo                    |      | Flaga gminy, autorstwa Jerzego Bąka i Tadeusza Jeziorowskiego, została ustanowiona uchwałą nr XXXIV/165/98 z 4 czerwca 1998. Jest to prostokątny płat tkaniny o proporcjach 5:8, podzielony na dwa równe poziome pasy: żółty i zielony. Z lewej strony płata na całej szerokości umieszczono kostkę domina z pięcioma czarnymi kropkami na obu polach (nawiązanie do nazwy i herbu gminy). |
| Gmina Krzykosy                    |      | Flaga gminy została ustanowiona uchwałą nr XXIX/206/2013 z 30 kwietnia 2013. Jest to prostokątny płat tkaniny o proporcjach 5:8, podzielony na trzy poziome pasy: dwa czerwone i biały w stosunku 1:2:1. W jego centralnej części umieszczono herb gminy. |
| Miasto i gmina Środa Wielkopolska |      | Flaga gminy, autorstwa Alfreda Znamierowskiego, została ustanowiona uchwałą nr IV/46/2015 z 29 stycznia 2015. Jest to prostokątny płat tkaniny o proporcjach 5:8, podzielony na pięć pionowych pasów: trzy czerwone i dwa żółte w stosunku 1:1:4:1:1. W jego centralnej części umieszczono herb gminy.                                                                                     |

### Powiat śremski
| Gmina                             | Wzór | Opis |
| --------------------------------- | ---- | --- |
| Miasto i gmina Książ Wielkopolski |      | Flaga gminy została ustanowiona uchwałą nr VIII/43/2019 z 29 kwietnia 2019. Jest to prostokątny płat tkaniny o proporcjach 5:8 koloru czerwonego, w którego centralnej części umieszczono godło z herbu gminy.                                               |
| Miasto i gmina Śrem               |      | Flaga gminy została ustanowiona uchwałą nr 135/XVI/03 z 24 października 2003. Jest to prostokątny płat tkaniny o proporcjach 5:8, podzielony na trzy pionowe pasy: dwa czerwone i biały w stosunku 1:3,3:1. W jego centralnej części umieszczono herb gminy. |

### Powiat turecki
| Gmina             | Wzór | Opis |
| ----------------- | ---- | --- |
| Gmina Brudzew     |      | Flaga gminy, autorstwa Marka Adamczewskiego, została ustanowiona uchwałą nr XXIV/120/04 z 10 listopada 2004. Jest to prostokątny płat tkaniny o proporcjach 5:8 koloru błękitnego, z którego lewej strony płata umieszczono godło z herbu gminy.                  |
| Gmina Przykona    |      | Flaga gminy została ustanowiona uchwałą nr XXXIII/251/09 z 30 grudnia 2009. Jest to prostokątny płat tkaniny o proporcjach 5:8, podzielony na trzy pionowe pasy: dwa białe i błękitny w stosunku 1:2:1. W jego centralnej części umieszczono godło z herbu gminy. |
| Miasto Turek      |      | Flaga miasta to prostokątny płat tkaniny o proporcjach 3:5 koloru białego, w którego centralnej części umieszczono herb miasta. |
| Gmina Turek       |      | Flaga gminy została ustanowiona uchwałą nr XXXV/189/06 z 27 stycznia 2006. Jest to prostokątny płat tkaniny o proporcjach 5:8, podzielony na trzy poziome pasy: błękitny, biały i czerwony w stosunku 3:1:3. W jego centralnej części umieszczono herb gminy.     |
| Gmina Władysławów |      | Flaga gminy została ustanowiona uchwałą nr 282/22 z 29 listopada 2022. Jest to prostokątny płat tkaniny o proporcjach 5:8, podzielony na trzy równe pionowe części: dwie zewnętrzne, z błękitno-srebrną szachownicą i środkową błękitną, z godłem z herbu gminy.  |

### Powiat wągrowiecki
| Gmina                    | Wzór | Opis |
| ------------------------ | ---- | --- |
| Miasto i gmina Gołańcz   |      | Flaga gminy została ustanowiona 27 stycznia 1995. Jest to prostokątny płat tkaniny o proporcjach 3:5 koloru żółtego, w którego lewym górnym rogu umieszczono herb gminy. |
| Miasto i gmina Mieścisko |      | Obecna wersja flagi gminy, autorstwa Gerarda Kucharskiego, została ustanowiona uchwałą nr XVIII/100/2025 z 24 czerwca 2025. Jest to prostokątny płat tkaniny o proporcjach 5:8, podzielony na dwa równe pionowe pasy: lewy błękitny i prawy czerwony. W jego centralnej części umieszczono godło z herbu gminy. |
| Miasto i gmina Skoki     |      | Obecna wersja flagi gminy została ustanowiona uchwałą nr XV/122/2020 z 14 lutego 2020. Jest to prostokątny płat tkaniny o proporcjach 5:8 koloru błękitnego, w którego centralnej części umieszczono godło z herbu gminy.                                                                                       |
| Miasto Wągrowiec         |      | Flaga miasta to prostokątny płat tkaniny o proporcjach 5:8, podzielony na dwa równe poziome pasy: biały i błękitny. W lewym górnym rogu płata umieszczono herb miasta. |
| Gmina Wągrowiec          |      | Flaga gminy została ustanowiona uchwałą nr XIX/249/97 z 26 czerwca 1997. Jest to prostokątny płat tkaniny, podzielony na trzy poziome pasy: biały, czerwony i niebieski w stosunku 7:2:7. W lewym górnym rogu płata umieszczono herb gminy.                                                                     |

### Powiat wolsztyński
| Gmina                   | Wzór | Opis |
| ----------------------- | ---- | --- |
| Miasto i gmina Wolsztyn |      | Flaga gminy to prostokątny płat tkaniny o proporcjach 5:8, podzielony z prawa w skos na dwie równe części: lewą białą, z herbem gminy i prawą błękitną, z białą poziomą linią falistą. |

### Powiat wrzesiński
| Gmina                   | Wzór | Opis |
| ----------------------- | ---- | --- |
| Gmina Kołaczkowo        |      | Flaga gminy to prostokątny płat tkaniny o proporcjach 5:8, podzielony na dwa równe poziome pasy: żółty i zielony. W prawym górnym rogu płata umieszczono herb gminy. |
| Miasto i gmina Września |      | Flaga gminy to prostokątny płat tkaniny o proporcjach 5:8 koloru białego, w którego centralnej części umieszczono herb gminy.                                        |

### Powiat złotowski
| Gmina                    | Wzór | Opis |
| ------------------------ | ---- | --- |
| Miasto i gmina Jastrowie |      | Flaga gminy została ustanowiona uchwałą nr 147/96 z 28 sierpnia 1996. Jest to prostokątny płat tkaniny o proporcjach 5:8, podzielony na trzy równe poziome pasy: biały, zielony i niebieski.                                                                        |
| Gmina Lipka              |      | Flaga gminy została ustanowiona uchwałą nr XXIII/164/17 z 27 stycznia 2017. Jest to prostokątny płat tkaniny o proporcjach 5:8, podzielony na pięć pionowych pasów: trzy zielone i dwa żółte w stosunku 1:1:6:1:1. W jego centralnej części umieszczono herb gminy. |
| Miasto i gmina Okonek    |      | Flaga gminy została ustanowiona uchwałą nr XVIII/84/2004 z 24 lutego 2004. Jest to prostokątny płat tkaniny o proporcjach 5:8, podzielony na trzy poziome pasy: żółty, czerwony i zielony w stosunku 1:2:1. W jego centralnej części może znajdować się herb gminy. |
| Miasto Złotów            |      | Flaga gminy to prostokątny płat tkaniny o proporcjach 5:8, podzielony z lewa w skos na dwie równe części: lewą czerwoną i prawą białą. W jego centralnej części umieszczono herb gminy.                                                                             |